# 2. Ringstraße (Peking)

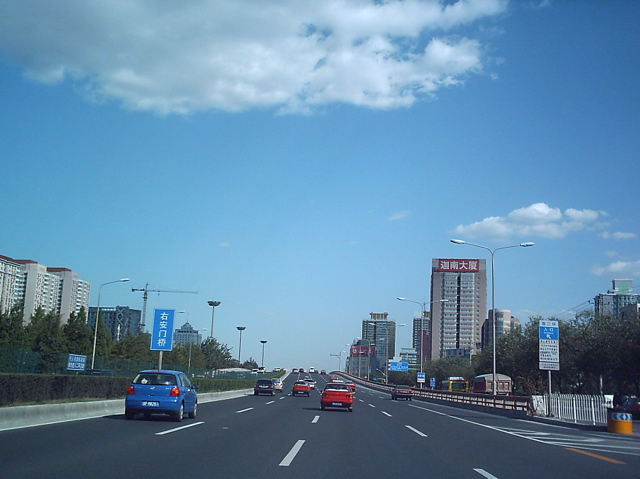
2. Ringstraße in Peking

Die 2. Ringstraße (chinesisch 北京二环路, Pinyin Běijīng Èr Huánlù) in Peking ist eine städtische Ringstraße, innerhalb deren das alte Stadtzentrum Pekings liegt.

## Lage
Die Länge der 2. Ringstraße beträgt etwa 30–40 km. Die Straße ist nur wenige Kilometer vom Tian’anmen-Platz entfernt. Die zentrale Lage bedeutet, dass es sehr oft zu Staus kommt.
Die vier Ecken der Ringstraße sind beim Dongzhimen (im Nordosten), Xizhimen (im Nordwesten), Caihuying (im Südwesten) und Zuo'anmen (im Südosten).

## Geschichte
Die nördliche Hälfte der Ringstraße deckt sich mit dem einstigen Verlauf der Stadtmauern von Peking. Diese wurden zwischen den 1950er Jahren und 1978 abgebrochen. Ende der 1970er Jahre wurden erste Abschnitte der Ringstraße fertiggestellt.
In den 1990ern verschlechterte sich der Zustand des Straßenbelags kontinuierlich, da die Straße für ein deutlich geringeres Verkehrsaufkommen ausgelegt war. Daher wurde sie 2001 komplett renoviert.
Um den Staus entgegenzuwirken, wurde ein elektronisches Leitsystem eingeführt, welches die Fahrer über die Verkehrslage informiert.

## Weblink
Koordinaten: 39° 53′ 56,3″ N, 116° 23′ 12,9″ O